# Söödi
Söödi – wieś w Estonii, w prowincji Võru, w gminie Haanja.